# Forkland (Kentucky)
Forkland és una comunitat no incorporada localitzada al sud-oest del Comtat de Boyle, a l'estat de Kentucky, als Estats Units d'Amèrica. Forkland forma part de l'àrea micropolitana de Danville.
L'àrea va ser colonitzada el 1800 i el nom fou en ús des d'aleshores. L'oficina de correus de Forkland estava en funcionament des del 1891 fins al 1905.

## Poblacions més properes
El següent diagrama mostra les poblacions més properes.